# دوبژنگ (استان وارمی-ماسوری)
دوبژنگ (به لهستانی:  Dobrzyń) یک روستا در لهستان است که در گمینا نگجتسا واقع شده‌است. دوبژنگ ۱۵۰ نفر جمعیت دارد.